# Felicia Danielsson
Felicia Danielsson (* 5. März 1993 in Stockholm, Schweden) ist eine schwedische Schauspielerin und Drehbuchautorin.

## Leben und Karriere
Danielsson wurde am 5. März 1993 in Stockholm geboren. Ihr Debüt gab sie 2022 in der Fernsehserie Likea. Anschließend spielte sie im selben Jahr in der Serie Toppen mit. Unter anderem schrieb sie zu der Serie Leva Life das Drehbuch. 2024 wird sie in dem Film Jönssonligan kommer tillbaka zu sehen sein. Sie ist mit dem Regisseur Eddie Åhgren liiert.

## Filmografie
Filme
- 2024: Jönssonligan kommer tillbaka

Serien
- 2022: Likea
- 2022: Toppen
- 2023: Leva life